# Chronologie des faits économiques et sociaux dans les années 1440
Chronologie de l'économie
Années 1430 - Années 1440 - Années 1450

## Événements
- 1438-1471 : expansion rapide de l’empire inca au Pérou qui devient un puissant État centralisé pendant le règne de l'empereur Pachacutec[1]. La société est organisée sur un modèle pyramidal. Au sommet se trouve le « Sapa inca », dieu vivant, souverain absolu des domaines religieux, politique et militaire. Au-dessous, une aristocratie, souvent la famille et les alliés, fournit conseillers et gouverneurs de province. Chez les Incas, la base des groupes ethniques, l’ayllu, constitue une sorte de noyau endogame unissant un certain nombre des lignées qui possèdent collectivement un ensemble de terres, le plus souvent non reliées entre elles. Plusieurs de ses noyaux forment un ensemble, et l’État est le sommet de ses ensembles, assurant à chaque niveau de la pyramide, la redistribution périodique des différents types de terres (à maïs, à pomme de terre, à pâturages, etc.). Chaque famille a droit à un ensemble de terres, et les échanges de services entre elles sont règlementés. Chaque ayllu doivent, par ailleurs, assurer le service de la mita, travail obligatoire sur les terres de l’Inca et sur celles du Soleil[2].
- Vers 1440–vers 1465 : phase de baisse des prix en France[3].

- 1441-1481 : dévaluation dans l'Empire ottoman[4] ; l’aspre (akçe), monnaie d’argent qui pesait 6 carats au XIVe siècle, en pèse 5,25 en 1441, 4,75 en 1460 et 3,75 en 1481.

- 1444 : rétablissement des foires de Lyon ; reprise du commerce par le couloir rhodanien[5].

- Stagnation des prix agricoles et hausse des salaires en Angleterre. La baisse des revenus de la noblesse (- 10 % en moyenne au XIVe siècle) s’accentue : à Mersh Gibbon, un manoir du duc de Suffolk, la baisse est de plus d’un tiers de 1395 à 1441. Les tenures sont vides, certains créanciers refusent de payer leurs redevances et les arriérés s’accumulent[6].